# 国鉄H10形コンテナ
国鉄H10形コンテナ（こくてつH10がたコンテナ）は、日本国有鉄道（国鉄）が1966年（昭和41年）度にH91形を改番して生まれた、鉄道輸送用一種規格（11 ft）ホッパコンテナである。

## 概要
国鉄H91形コンテナは、1966年（昭和41年）度に塩化ビニル樹脂専用クレーン取り扱いホッパコンテナとして三菱重工業にて2個が製作された。程なくH91形はH10形へ改番された。改番後同年度に63個、1967年（昭和42年）度に113個、1968年（昭和43年）度に57個、1969年（昭和44年）度に137個、1970年（昭和45年）度に95個の合計465個が製作された。日本国有鉄道所有ホッパコンテナのなかでは最大個数形式である。多年度にわたり製作されてきたため形態的に6つのグループ分けができる。
ホッパ材質はステンレス鋼であり、屋根上には内径450 mmの積込口2個、内径220 mmの排気口4個が設けらた。寸法関係は全長3,240 mm、全幅2,300 mm、全高2,350 mm、荷重5 t、自重1.7 t - 1.8 t、容積は11.5 m3である。
1985年（昭和60年）度に最後まで使用された15個が廃止され形式消滅した。